# Juana Lecaros Izquierdo

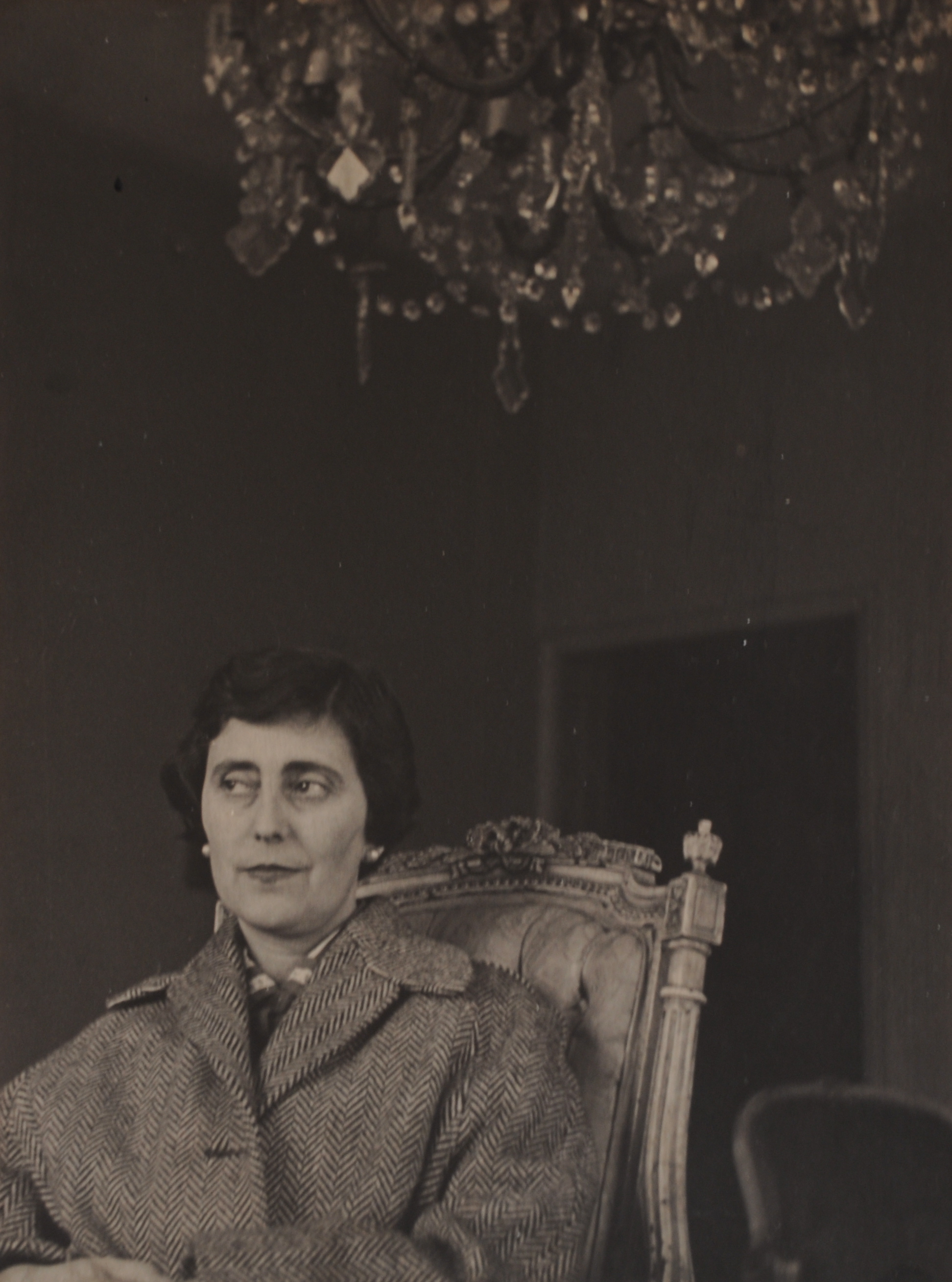
Juana Lecaros Izquierdo. Fotografie von Luis Poirot

Juana Lecaros (* 20. August 1920 in Santiago de Chile; † 2. Mai 1993 ebenda) war eine chilenische Malerin und Grafikerin. 

## Leben
Juana Lecaros studierte an der Universidad de Chile bildende Kunst. Dort war sie Studentin von Gustavo Carrasco, Laurano Guevara und Eduardo Bonati. Obwohl sie Chile nie verließ, wurden ihre Werke in Amerika und Europa ausgestellt.